# Beethoven (televíziós sorozat)
A Beethoven amerikai televíziós rajzfilmsorozat, amely a Beethoven című mozifilm alapján készült. Lazán egy animációs tévéfilmsorozat, amely alapozott az 1992-es mozifilm főkarakterének a mozgóképére. A Northern Lights Entertainment Universal Animation Studios és a Universal Television készítette. Amerikában 1994. szeptember 10. és 1995. szeptember 2. között a CBS tűzte műsorra. Magyarországon a TV2 sugározta, és a Minimax adta le.

## Ismertető
A főhős, Beethoven, aki egy kutya és a világ leghíresebb bernáthegyije. Visszatér és meg is szólal végre. Megosztja azt a sok mindent, ami jár a fejében. Nem sikerül ezúttal sem távol tartania magát, a kalamajkáktól. Nagyon sokat szórakoztat.

## Szereplők

### Főszereplők
- Beethoven
- George Newton
- Alice Newton
- Ted Newton
- Ryce Newton
- Emily Newton
- Mr. Huggs
- Sparky
- Caesar the Great Dane
- Ginger the Collie

### További szereplők
- Killer the Poodle
- Blind Shep
- Rosebud
- Peanut
- Blind Shep
- Singing Donut
- Watson
- Puff-Puff the Cat
- Roger

## Magyar hangok
- Sótonyi Gábor – Beethoven
- Kapácsy Miklós – Sparky
- Németh Gábor – George Newton
- Náray Erika – Alice Newton
- Fekete Zoltán – Mr. Huggs
- Jelinek Márk – Ted Newton
- Molnár Ilona – Ryce Newton
- Talmács Márta – Emily Newton
- Madarász Éva – Ginger
- Mikula Sándor – Caesar

## Epizódok
1. Jó öreg George-om/? (Good Old George/The Pound)
2. Kutya álmok/A jó, a rossz és a pudli (Dog Dreams/The Good, The Bad, and the Poodle)
3. ?/? (The Experiment/The Incredibly Pointless Journey)
4. ?/? (The Guard Dog/Mr. Huggs' Wild Ride)
5. ?/? (Cat Fight/The Kindergarten Caper)
6. ?/? (The Gopher Who Would Be King/Pet Psychiatrist)
7. ?/A posta szörny (Cyrano de Beethoven/The Mailman Cometh)
8. ?/? (A Cat Named Rover/The Dog Must Diet)
9. ?/? (The Mighty Cone-Dog/Car Trouble)
10. ?/? (Puppy Time/The Morning Paper)
11. ?/? (The Big One/Fleas!)
12. ?/? (Scent of a Mutt/Down on the Farm)
13. ?/? (Trash Island/The Long Weekend)